# クカイ
クカイあるいはクッカイ（ビルマ語: ကွတ်ခိုင်、慣用ラテン文字表記: Kutkai、ALA-LC翻字法: Kvatʻ khuiṅʻ、IPA: /kʊʔkʰàɪɰ̃/ クッカイン）は、ミャンマー東中央部のシャン州にある町で、クッカイ郡区の中心地である。 ラシオの北約24キロメートルの国道3号沿いに位置する。

## 歴史
20世紀初頭、クカイ周辺の地域はイギリスの植物学者によって探検が行われた。1912年、J・スティーブンソン（J. Stephenson）は Pheretima molesta というフェレティマ属のミミズを発見したことを文書に残した。
シャン州は19世紀半ばからビルマの主要なキリスト教地域となった 。クカイはカチンバプテスト教会の重要な中心地であり、1930年代のバプテスト牧師ジョージ・J・ガイスや1936年から1942年にかけて訪れたグスタフ・A・ソード（Gustaf A. Sword）といった有名どころの宣教師たちが訪れた。ガイスは彼が設立したカチン聖書訓練校で働いていた最中の1936年10月28日にクカイで亡くなった。

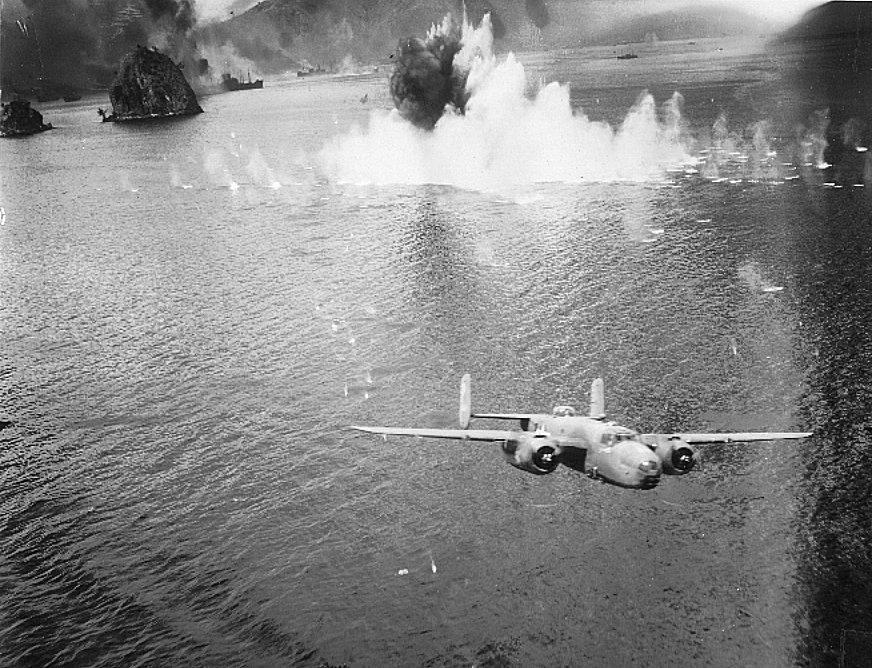
クカイを爆撃した航空機と同じタイプの航空機、B-25

第二次世界大戦中、クカイは旧日本軍に占領された。1944年9月10日、中国の第14空軍はアメリカ陸軍第14航空軍とともにクカイを 東安県、零陵、Tunghsiangchiao といった都市と共に爆撃すべく45機のB-25を派遣した。しかし中国軍が1945年2月19日にクカイに到達した際、町は戦闘が行われることもなく放棄された 。
1954年7月には Mu Kwan 出身のコーカンのビジネスマンである Hoo Kya Ching が身分証明書を所持していなかったことを理由として移民管理局に逮捕されたが、このことが当該地域においていくつかの論争を巻き起こした。この事件はコーカンの中国系住民たちがアイデンティティー絡みの誤解のせいで受けた嫌がらせの典型例であった。
1980年代にはカチン独立軍の反乱軍第4旅団の兵卒2名と軍曹1名がクカイの駐屯地において降伏した。
2022年に新しく設立されたクカイ郡区の区庁が置かれた。
ミャンマー内戦の1027作戦の一環として、2024年に国家行政評議会から三兄弟同盟がこの町を奪取した。

## 地理

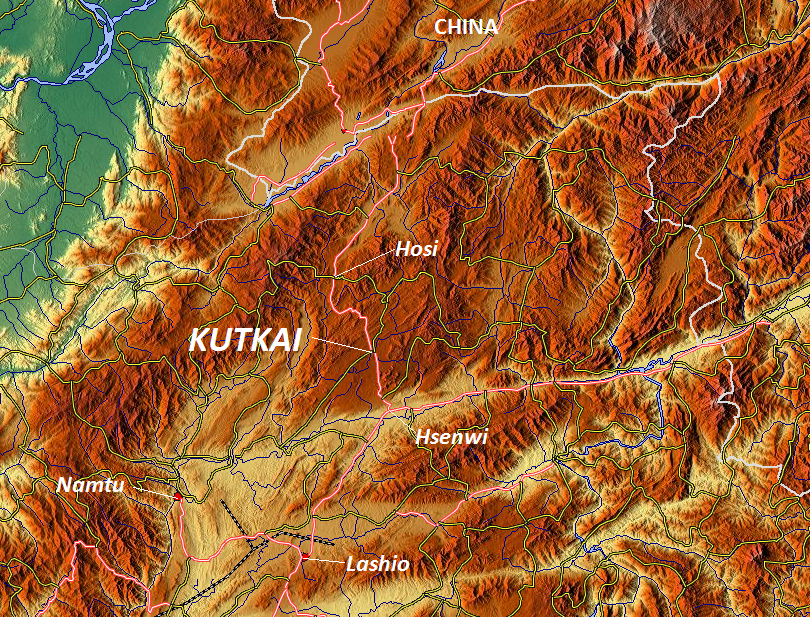
クカイの位置を示す地図

クカイはミャンマーの東中央部に位置し、テインニーより道路沿いに北に数キロ、ラシオからは北に約24キロメートル (15 mi)のところにある。標高は4,800フィート (1,500 m)である。クカイの東にはナムティン川（Nam Ting）とサルウィン川が流れる。 
クカイはまたマンダレー・ラシオ・ミューズ道路、別名アジアハイウェイ14号線（AH14）上にある。マンダレーからは222マイル (357 km)、ラシオからは58マイル (93 km)、ムーセーへは68マイル (109 km)の距離である。クカイ-Tarmoene道路は17マイル (27 km)、クカイ・カウンカー（Kaungkha）道路は8マイル (13 km)、クカイ-Manbyien道路は8マイル (13 km)、クカイ-Karlaing道路も8マイル (13 km)の長さである。

## 経済
ミャンマーの多くの地域と同様に、経済は農業（特に稲作）に依存したものである。クッカイ郡区の村民たちは概して農耕技術や缶詰・瓶詰の技術に関しては十分な教育を受けている。注目に値するのは町内にあるクッカイ市場で、ここには商品を売るために何マイルも離れた場所からも人々が訪れる。町の南部にはクカイ高校があり、また町にはクカイ総合病院も存在する。 
1990年代にクッカイ郡区は生アヘンの一大生産地域として摘発された。1996年9月から米国国務省はソバ、小麦、ジャガイモ等の野菜の栽培を奨励することにより違法薬物取引を取り締まるために53万ドルの資金を提供し、クッカイ郡区の25の村に農業協同組合を設立した。1999年の夏にはこの地域の村民たちの家宅から大量のアヘンが押収される事件が起きた。2003年7月31日から8月1日までに、クッカイ郡区ナムサウンチェー村（Namhsaungkye）とナンピン村（Nampyin）の間にある製錬所1ヶ所が強制捜査を受け、62.452キロのヘロイン、36.4キロの生アヘン、661.5リットルのライソール、135キロのエーテル、2,844リットルのクロロホルム、202.5リットルの塩酸、972リットルの無水酢酸、2,975キロの塩化アンモニウム、500キロの炭酸ナトリウム、500グラムの塩化カリウム、3.6キロのナトリウム、種々の武器、麻薬の精製に使用される13の器具が発見された。